# Stenodus leucichthys
Stenodus leucichthys ou Salmão Branco de Beloribitsa é uma espécie de peixe da família Salmonidae. Pode ser encontrada nos seguintes países: Azerbaijão, Canadá, Cazaquistão, Rússia, Turquemenistão e nos Estados Unidos da América. A IUCN Classifica a espécie como extinta na natureza desde 2008.

## Habitat
No mar, em toda a bacia em zona pelágica com temperaturas abaixo de 18 ° C e 20-50 m de profundidade. Jovens salmões invernam e se alimentam no mar. Grandes rios das terras baixas durante a migração. Antes da construção de barragens, a rota de migração tinha mais de 3000 km de extensão, chegando até os confins superiores das drenagens de Ufa e Belaya (afluentes de Kama). Spawns em águas rasas de cascalho.

## Ecologia
Reproduz pela primeira vez aos 5-8 anos, as fêmeas geralmente dois anos depois do que os machos. No outono, começa a migração do mar para os estuários. Adultos maduros entram no Volga, apenas alguns indivíduos entram em Terek e Ural. A migração demora quase um ano. Quando aumenta em setembro a outubro temperaturas (-6 °C), os adultos migram de volta ao mar logo após a desova, mas muitos morrem. Os ovos aderem ao cascalho e às rochas. O desenvolvimento embrionário dura cerca de seis meses, os primeiros filhotes geralmente nascem em abril. Migra ativamente para o mar logo após o início da alimentação exógena. Aos 30 dias, os juvenis já começam a se alimentar de frutos e de outros peixes. Os adultos se alimentam exclusivamente de peixe. Predador ativo, alimenta-se  todos os peixes disponíveis.

## Ameaças
A construção de barragens levou à perda de todas as terras de reprodução das espécies (as drenagens Volga, Ural e Terek). Os estoques nativos extinguiu e a sobrevivência depende exclusivamente da estocagem, que diminuiu desde a era soviética. Em 2004, apenas cerca de 100 criadores foram apanhados abaixo da barragem de Volgograd e utilizados para o setor agropecuário. O aumento da pesca ilegal no Volga e no Mar Cáspio foi a principal causa para esse peixe desaparecer da natureza. Até hoje não há nenhum individuo foi encontrado fora do cativeiro dentro da faixa nativa.